# Taito

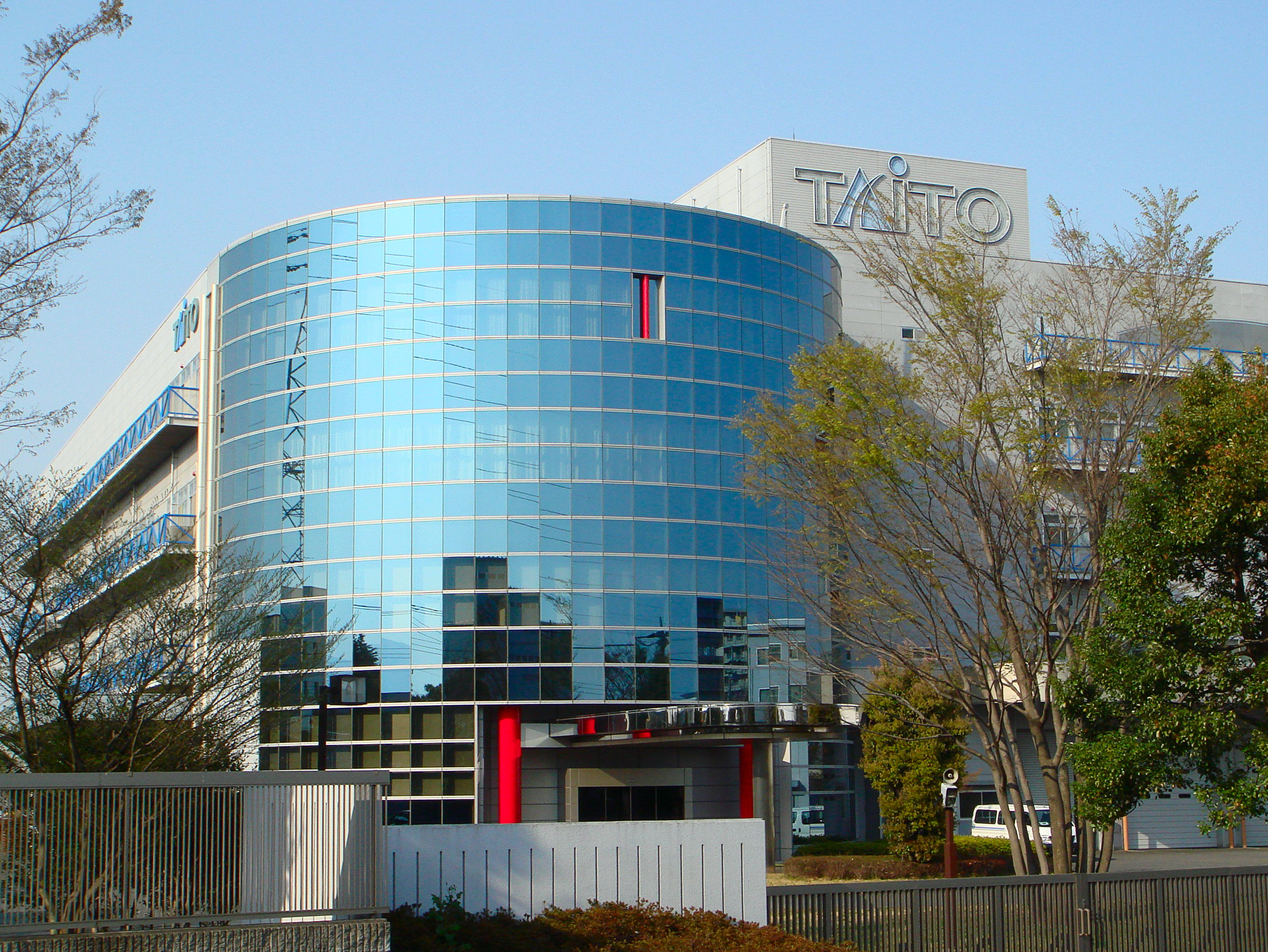
Taito Ebina Development Center

Die Taitō K.K. (jap. タイトー株式会社, Taitō kabushiki-gaisha) ist ein japanischer Videospielentwickler mit Sitz in Tokio. Taito wurde 1953 von Michael Kogan gegründet. Eines ihrer ersten Arcade-Spiele war 1973 Elepong.
Im September 2005 wurde Taito von Square Enix aufgekauft und mit Square Enix’ Tochtergesellschaft SQEX Corporation fusioniert. Seitdem erscheinen hauptsächlich Spiele für Arcade-Geräte und Mobiltelefone unter der Marke von Taito.
Musikalisch wurden viele Spiele von der Hausband Zuntata ausgestattet.

## Bekannte Spiele
- Arkanoid
- Bubble Bobble
- Bubble Memories
- Bubble Symphony
- Cameltry / On the Ball
- Chase H.Q. 1 & 2
- Darius
- Densha de Go!
- Elevator Action
- Estopolis / Lufia
- Flying Shark / Sky Shark
- Jungle Hunt
- Liquid Kids
- Lufia
- Lost Magic
- Mr. Do!
- New Zealand Story
- Ninja Warriors, The
- Operation Wolf
- Parasol Stars
- Phoenix
- Power Shovel
- Puzzle Bobble / Bust-a-Move
- Puzznic
- Rainbow Islands
- Space Invaders
- Taito Legends (1 und 2) = Sammlung mehrerer Spiele
- Tiger-Heli
- Qix
- Volfied
- Ginban Kaleidoscope (das Handyspiel)